# Claude Goumondy
Claude Goumondy est un compositeur français de problèmes d'échecs né le 19 juillet 1946 à Belmont (Bas-Rhin). Grand maître international pour la composition échiquéenne depuis 1984, il a publié près de 2 000 problèmes, essentiellement des trois-coups et des mats aidés.
Il est également juge international pour la composition échiquéenne. Il arrête sa carrière dans les échecs en 1991.